# 2006-os labdarúgó-világbajnokság-selejtező (CONMEBOL)
A 2006-os labdarúgó-világbajnokság selejtezőjének CONMEBOL-zónájában összesen 10 nemzet versenyzett a 4,5 helyért. 
A 10 csapat egy csoportban oda-visszavágós alapon mérkőzött egymással. Az első fordulót 2003. szeptember 6-án, az utolsót 2005. október 12-én rendezték. Az első négy helyezett kijutott a 2006-os világbajnokságra, az ötödik helyezett dél-amerikai ország pedig interkontinentális pótselejtezőt játszott az Óceániai-zóna győztesével. Brazília világbajnoki címvédőként szintén részt vett a selejtezőkben. 

## Végeredmény
A bal oldali táblázatban a dél-amerikai csoport végeredménye látható. A tizennyolc forduló lejátszása után az első négy helyezett nemzet jutott ki a világbajnokságra, az ötödik helyezett csapat pedig részt vett az interkontinentális pótselejtezőn, amelyen az ÓFC-zóna 2. fordulójának győztese ellen mérkőzött meg a világbajnokságon való részvételi jogért.
| Hely. | Csapat    | M  | Gy | D | V  | G+ | G– | Gk  | P  | Továbbjutás                         |     | Brazília | Argentína | Ecuador | Paraguay | Uruguay | Kolumbia | Chile | Venezuela | Peru | Bolívia |
| ----- | --------- | -- | -- | - | -- | -- | -- | --- | -- | ----------------------------------- | --- | -------- | --------- | ------- | -------- | ------- | -------- | ----- | --------- | ---- | ------- |
| 1.    | Brazília  | 18 | 9  | 7 | 2  | 35 | 17 | +18 | 34 | Kijutott a 2006-os világbajnokságra |     | —        | 3–1       | 1–0     | 4–1      | 3–3     | 0–0      | 5–0   | 3–0       | 1–0  | 3–1     |
| 2.    | Argentína | 18 | 10 | 4 | 4  | 29 | 17 | +12 | 34 | Kijutott a 2006-os világbajnokságra |     | 3–1      | —         | 1–0     | 0–0      | 4–2     | 1–0      | 2–2   | 3–2       | 2–0  | 3–0     |
| 3.    | Ecuador   | 18 | 8  | 4 | 6  | 23 | 19 | +4  | 28 | Kijutott a 2006-os világbajnokságra |     | 1–0      | 2–0       | —       | 5–2      | 0–0     | 2–1      | 2–0   | 2–0       | 0–0  | 3–2     |
| 4.    | Paraguay  | 18 | 8  | 4 | 6  | 23 | 23 | 0   | 28 | Kijutott a 2006-os világbajnokságra |     | 0–0      | 1–0       | 2–1     | —        | 4–1     | 0–1      | 2–1   | 1–0       | 1–1  | 4–1     |
| 5.    | Uruguay   | 18 | 6  | 7 | 5  | 23 | 28 | −5  | 25 | Interkontinetális pótselejtező      |     | 1–1      | 1–0       | 1–0     | 1–0      | —       | 3–2      | 2–1   | 0–3       | 1–3  | 5–0     |
| 6.    | Kolumbia  | 18 | 6  | 6 | 6  | 24 | 16 | +8  | 24 |                                     |     | 1–2      | 1–1       | 3–0     | 1–1      | 5–0     | —        | 1–1   | 0–1       | 5–0  | 1–0     |
| 7.    | Chile     | 18 | 5  | 7 | 6  | 18 | 22 | −4  | 22 |                                     | 1–1 | 0–0      | 0–0       | 0–1     | 1–1      | 0–0     | —        | 2–1   | 2–1       | 3–1  |         |
| 8.    | Venezuela | 18 | 5  | 3 | 10 | 20 | 28 | −8  | 18 |                                     | 2–5 | 0–3      | 3–1       | 0–1     | 1–1      | 0–0     | 0–1      | —     | 4–1       | 2–1  |         |
| 9.    | Peru      | 18 | 4  | 6 | 8  | 20 | 28 | −8  | 18 |                                     | 1–1 | 1–3      | 2–2       | 4–1     | 0–0      | 0–2     | 2–1      | 0–0   | —         | 4–1  |         |
| 10.   | Bolívia   | 18 | 4  | 2 | 12 | 20 | 37 | −17 | 14 |                                     | 1–1 | 1–2      | 1–2       | 2–1     | 0–0      | 4–0     | 0–2      | 3–1   | 1–0       | —    |         |

1. 1 2  Azonos pontszámmal és azonos egymás elleni gólkülönbséggel végeztek. A összesített gólkülönbség döntött.
2. 1 2  Azonos pontszámmal végeztek (3). Egymás elleni mérkőzések gólkülönbsége döntött: Ecuador +2, Paraguay −2.
3. 1 2  Egymás ellen szerzett pontok száma döntött: Venezuela 4, Peru 1.

## Mérkőzések

### 1. forduló
| 2003. szeptember 6. 16:00 UTC-5 |

| Ecuador                    | 2–0         | Venezuela |
| -------------------------- | ----------- | --------- |
| Espinoza 5' C. Tenorio 72' | Jegyzőkönyv |           |

| Estadio Olímpico Atahualpa, Quito Nézőszám: 14,997 Játékvezető: Rubén Selman (chilei) |

| 2003. szeptember 6. 16:00 UTC−3 |

| Argentína                 | 2–2         | Chile                   |
| ------------------------- | ----------- | ----------------------- |
| C. Gonzalez 32' Aimar 35' | Jegyzőkönyv | 60' Mirosević 77' Navia |

| Estadio Monumental Antonio Vespucio Liberti, Buenos Aires Nézőszám: 35,372 Játékvezető: Ubaldo Aquino (paraguayi) |

| 2003. szeptember 6. 20:15 UTC−5 |

| Peru                                       | 4–1         | Paraguay    |
| ------------------------------------------ | ----------- | ----------- |
| Solano 34' Mendoza 42' Soto 83' Farfán 90' | Jegyzőkönyv | 24' Gamarra |

| Estadio Nacional, Lima Nézőszám: 42,557 Játékvezető: Héctor Baldassi (argentin) |

| 2003. szeptember 7. 16:00 UTC−3 |

| Uruguay                                        | 5–0         | Bolívia |
| ---------------------------------------------- | ----------- | ------- |
| Forlán 18' Chevantón 40' Abeijon 83' Bueno 88' | Jegyzőkönyv |         |

| Estadio Centenario, Montevideo Nézőszám: 39,253 Játékvezető: Gilberto Hidalgo (perui) |

| 2003. szeptember 7. 16:15 UTC−5 |

| Kolumbia  | 1–2         | Brazília             |
| --------- | ----------- | -------------------- |
| Ángel 38' | Jegyzőkönyv | 22' Ronaldo 60' Kaká |

| Estadio Metropolitano Roberto Meléndez, Barranquilla Nézőszám: 47,600 Játékvezető: Horacio Elizondo (argentin) |

### 2. forduló
| 2003. szeptember 9. 19:00 UTC-4 |

| Venezuela | 0–3         | Argentína                       |
| --------- | ----------- | ------------------------------- |
|           | Jegyzőkönyv | Aimar 7' Crespo 25' Delgado 32' |

| Estadio Olímpico, Caracas Nézőszám: 24,783 Játékvezető: Martín Vázquez (uruguayi) |

| 2003. szeptember 9. 21:15 UTC-4 |

| Chile                      | 2–1         | Peru        |
| -------------------------- | ----------- | ----------- |
| Pinilla 35' Norambuena 70' | Jegyzőkönyv | Mendoza 57' |

| Estadio Nacional, Santiago Nézőszám: 54,303 Játékvezető: Daniel Giménez (argentin) |

| 2003. szeptember 10. 16:00 UTC-4 |

| Bolívia                          | 4–0         | Kolumbia |
| -------------------------------- | ----------- | -------- |
| Baldivieso 11' (pen.) Botero 27' | Jegyzőkönyv |          |

| Estadio Hernando Siles, La Paz Nézőszám: 23,200 Játékvezető: Paulo César de Oliveira (brazil) |

| 2003. szeptember 10. 19:00 UTC-4 |

| Paraguay                | 4–1         | Uruguay       |
| ----------------------- | ----------- | ------------- |
| Cardozo 26' Paredes 53' | Jegyzőkönyv | Chevantón 24' |

| Estadio Defensores del Chaco, Asunción Nézőszám: 15,000 Játékvezető: Óscar Ruiz (kolumbiail) |

| 2003. szeptember 10. 21:00 UTC-4 |

| Brazília       | 1–0         | Ecuador |
| -------------- | ----------- | ------- |
| Ronaldinho 13' | Jegyzőkönyv |         |

| Vivaldão, Manaus Nézőszám: 36,601 Játékvezető: Luis Solórzano (venezuelai) |

### 3. forduló
| 2003. november 15. 15:00 UTC-3 |

| Uruguay                  | 2–1         | Chile        |
| ------------------------ | ----------- | ------------ |
| Chevantón 31' Romero 49' | Jegyzőkönyv | Meléndez 21' |

| Estadio Centenario, Montevideo Nézőszám: 60,000 Játékvezető: Claudio Martín (argentin) |

| 2003. november 15. 16:00 UTC-5 |

| Kolumbia | 0–1         | Venezuela |
| -------- | ----------- | --------- |
|          | Jegyzőkönyv | Arango 9' |

| Estadio Metropolitano Roberto Meléndez, Barranquilla Nézőszám: 20,000 Játékvezető: Carlos Chandía (chilei) |

| 2003. november 15. 19:15 UTC-3 |

| Paraguay                   | 2–1         | Ecuador    |
| -------------------------- | ----------- | ---------- |
| Santa Cruz 29' Cardozo 75' | Jegyzőkönyv | Méndez 58' |

| Estadio Defensores del Chaco, Asunción Nézőszám: 12,000 Játékvezető: Juan Carlos Paniagua (bolíviai) |

| 2003. november 15. 21:30 UTC-3 |

| Argentína                             | 3–0         | Bolívia |
| ------------------------------------- | ----------- | ------- |
| D'Alessandro 56' Crespo 61' Aimar 63' | Jegyzőkönyv |         |

| Estadio Monumental Antonio Vespucio Liberti, Buenos Aires Nézőszám: 30,042 Játékvezető: Gilberto Hidalgo (perui) |

| 2003. november 16. 16:00 UTC-5 |

| Peru       | 1–1         | Brazília           |
| ---------- | ----------- | ------------------ |
| Solano 57' | Jegyzőkönyv | Rivaldo 20' (pen.) |

| Estadio Monumental "U", Lima Nézőszám: 70,000 Játékvezető: Óscar Ruiz (kolumbiail) |

### 4. forduló
| 2003. november 18. 19:00 UTC-4 |

| Venezuela            | 2–1         | Bolívia    |
| -------------------- | ----------- | ---------- |
| Rey 90' Arango 90+2' | Jegyzőkönyv | Botero 60' |

| Estadio José Pachencho Romero, Maracaibo Nézőszám: 30,000 Játékvezető: Mauricio Reinoso (ecuadori) |

| 2003. november 18. 22:00 UTC-3 |

| Chile | 0–1         | Paraguay    |
| ----- | ----------- | ----------- |
|       | Jegyzőkönyv | Paredes 30' |

| Estadio Nacional, Santiago Nézőszám: 61,923 Játékvezető: Gustavo Méndez (uruguayi) |

| 2003. november 19. 17:00 UTC-5 |

| Ecuador | 0–0         | Peru |
| ------- | ----------- | ---- |
|         | Jegyzőkönyv |      |

| Estadio Olímpico Atahualpa, Quito Nézőszám: 34,361 Játékvezető: Epifanio González (paraguayi) |

| 2003. november 19. 21:00 UTC-5 |

| Kolumbia  | 1–1         | Argentína  |
| --------- | ----------- | ---------- |
| Ángel 47' | Jegyzőkönyv | Crespo 27' |

| Estadio Metropolitano Roberto Meléndez, Barranquilla Nézőszám: 19,034 Játékvezető: Carlos Eugênio Simon (brazil) |

| 2003. november 19. 21:45 UTC-2 |

| Brazília             | 3–3         | Uruguay                              |
| -------------------- | ----------- | ------------------------------------ |
| Kaká 20' Ronaldo 28' | Jegyzőkönyv | Forlán 57' Gilberto Silva 78' (o.g.) |

| Pinheirão, Curitiba Nézőszám: 28,000 Játékvezető: Horacio Elizondo (argentin) |

### 5. forduló
| 2004. március 30. 16:00 UTC-4 |

| Bolívia | 0–2         | Chile                          |
| ------- | ----------- | ------------------------------ |
|         | Jegyzőkönyv | Villarroel 37' M. González 59' |

| Estadio Hernando Siles, La Paz Nézőszám: 40,000 Játékvezető: Claudio Martín (argentin) |

| 2004. március 30. 20:30 UTC-3 |

| Argentína  | 1–0         | Ecuador |
| ---------- | ----------- | ------- |
| Crespo 60' | Jegyzőkönyv |         |

| Estadio Monumental Antonio Vespucio Liberti, Buenos Aires Nézőszám: 55,000 Játékvezető: Martín Vázquez (uruguayi) |

| 2004. március 31. 19:40 UTC-3 |

| Uruguay | 0–3         | Venezuela                               |
| ------- | ----------- | --------------------------------------- |
|         | Jegyzőkönyv | Urdaneta 19' H. González 67' Arango 77' |

| Estadio Centenario, Montevideo Nézőszám: 40,094 Játékvezető: René Ortubé (bolíviai) |

| 2004. március 31. 21:45 UTC-5 |

| Peru | 0–2         | Kolumbia                |
| ---- | ----------- | ----------------------- |
|      | Jegyzőkönyv | Grisales 30' Oviedo 42' |

| Estadio Nacional, Lima Nézőszám: 29,325 Játékvezető: Márcio Rezende de Freitas (brazil) |

| 2004. március 31. 21:45 UTC-3 |

| Paraguay | 0–0         | Brazília |
| -------- | ----------- | -------- |
|          | Jegyzőkönyv |          |

| Estadio Defensores del Chaco, Asunción Nézőszám: 40,000 Játékvezető: Óscar Ruiz (kolumbiail) |

### 6. forduló
| 2004. június 1. 16:00 UTC-4 |

| Bolívia                 | 2–1         | Paraguay    |
| ----------------------- | ----------- | ----------- |
| Cristaldo 8' Suárez 72' | Jegyzőkönyv | Cardozo 33' |

| Estadio Hernando Siles, La Paz Nézőszám: 23,013 Játékvezető: Márcio Rezende de Freitas (brazil) |

| 2004. június 1. 19:00 UTC-4 |

| Venezuela | 0–1         | Chile       |
| --------- | ----------- | ----------- |
|           | Jegyzőkönyv | Pinilla 83' |

| Estadio Polideportivo de Pueblo Nuevo, San Cristóbal Nézőszám: 23,040 Játékvezető: Carlos Torres (paraguayi) |

| 2004. június 1. 21:40 UTC-3 |

| Uruguay    | 1–3         | Peru                              |
| ---------- | ----------- | --------------------------------- |
| Forlán 72' | Jegyzőkönyv | Solano 13' Pizarro 18' Farfán 61' |

| Estadio Centenario, Montevideo Nézőszám: 30,000 Játékvezető: Rubén Selman (chilei) |

| 2004. június 2. 16:00 UTC-5 |

| Ecuador              | 2–1         | Kolumbia   |
| -------------------- | ----------- | ---------- |
| Delgado 3' Salas 66' | Jegyzőkönyv | Oviedo 57' |

| Estadio Olímpico Atahualpa, Quito Nézőszám: 31,484 Játékvezető: Héctor Baldassi (argentin) |

| 2004. június 2. 21:45 UTC-3 |

| Brazília           | 3–1         | Argentína |
| ------------------ | ----------- | --------- |
| Ronaldo 16' (pen.) | Jegyzőkönyv | Sorín 79' |

| Mineirão, Belo Horizonte Nézőszám: 60,000 Játékvezető: Óscar Ruiz (kolumbiail) |

### 7. forduló
| 2004. június 5. 16:00 UTC-5 |

| Ecuador                                     | 3–2         | Bolívia                    |
| ------------------------------------------- | ----------- | -------------------------- |
| Soliz 27' (o.g.) Delgado 32' de la Cruz 38' | Jegyzőkönyv | Gutiérrez 57' Castillo 74' |

| Estadio Olímpico Atahualpa, Quito Nézőszám: 30,020 Játékvezető: Gustavo Brand (venezuelai) |

| 2004. június 6. 15:00 UTC-5 |

| Peru | 0–0         | Venezuela |
| ---- | ----------- | --------- |
|      | Jegyzőkönyv |           |

| Estadio Nacional, Lima Nézőszám: 40,000 Játékvezető: Jorge Larrionda (uruguayi) |

| 2004. június 6. 15:00 UTC-3 |

| Argentína | 0–0         | Paraguay |
| --------- | ----------- | -------- |
|           | Jegyzőkönyv |          |

| Estadio Monumental Antonio Vespucio Liberti, Buenos Aires Nézőszám: 37,000 Játékvezető: Carlos Eugênio Simon (brazil) |

| 2004. június 6. 17:10 UTC-5 |

| Kolumbia                                        | 5–0         | Uruguay |
| ----------------------------------------------- | ----------- | ------- |
| Pacheco 17' Moreno 20' Restrepo 81' Herrera 86' | Jegyzőkönyv |         |

| Estadio Metropolitano Roberto Meléndez, Barranquilla Nézőszám: 7,000 Játékvezető: Carlos Amarilla (paraguayi) |

| 2004. június 6. 21:30 UTC-4 |

| Chile                | 1–1         | Brazília         |
| -------------------- | ----------- | ---------------- |
| Navia 89' (11-esből) | Jegyzőkönyv | Luís Fabiano 16' |

| Estadio Nacional, Santiago Nézőszám: 62,503 Játékvezető: Horacio Elizondo (argentin) |

### 8. forduló
| 2004. szeptember 4. 19:00 UTC-5 |

| Peru     | 1–3         | Argentína                             |
| -------- | ----------- | ------------------------------------- |
| Soto 62' | Jegyzőkönyv | Rosales 14' Coloccini 66' Sorín 90+2' |

| Estadio Monumental "U", Lima Nézőszám: 28,000 Játékvezető: Carlos Eugênio Simon (brazil) |

| 2004. szeptember 5. 15:15 UTC-3 |

| Uruguay   | 1–0         | Ecuador |
| --------- | ----------- | ------- |
| Bueno 57' | Jegyzőkönyv |         |

| Estadio Centenario, Montevideo Nézőszám: 28,000 Játékvezető: Gilberto Hidalgo (perui) |

| 2004. szeptember 5. 17:10 UTC-3 |

| Brazília                                     | 3–1         | Bolívia       |
| -------------------------------------------- | ----------- | ------------- |
| Ronaldo 1' Ronaldinho 12' (pen.) Adriano 44' | Jegyzőkönyv | Cristaldo 48' |

| Estádio do Morumbi, São Paulo Nézőszám: 60,000 Játékvezető: Héctor Baldassi (argentin) |

| 2004. szeptember 5. 18:20 UTC-4 |

| Paraguay    | 1–0         | Venezuela |
| ----------- | ----------- | --------- |
| Gamarra 52' | Jegyzőkönyv |           |

| Estadio Defensores del Chaco, Asunción Nézőszám: 30,000 Játékvezető: Gustavo Méndez (uruguayi) |

| 2004. szeptember 5. 21:00 UTC-4 |

| Chile | 0–0         | Kolumbia |
| ----- | ----------- | -------- |
|       | Jegyzőkönyv |          |

| Estadio Nacional, Santiago Nézőszám: 62,523 Játékvezető: Wilson de Souza Mendonça (brazil) |

### 9. forduló
| 2004. október 9. 15:00 UTC-3 |

| Argentína                            | 4–2         | Uruguay                               |
| ------------------------------------ | ----------- | ------------------------------------- |
| González 6' Figueroa 32' Zanetti 44' | Jegyzőkönyv | C. Rodríguez 63' Chevantón 86' (pen.) |

| Estadio Monumental Antonio Vespucio Liberti, Buenos Aires Nézőszám: 50,000 Játékvezető: Wilson de Souza Mendonça (brazil) |

| 2004. október 9. 16:00 UTC-4 |

| Bolívia    | 1–0         | Peru |
| ---------- | ----------- | ---- |
| Botero 56' | Jegyzőkönyv |      |

| Estadio Hernando Siles, La Paz Nézőszám: 23,729 Játékvezető: Mauricio Reinoso (ecuadori) |

| 2004. október 9. 17:10 UTC-5 |

| Kolumbia     | 1–1         | Paraguay    |
| ------------ | ----------- | ----------- |
| Grisales 17' | Jegyzőkönyv | Gavilán 77' |

| Estadio Metropolitano Roberto Meléndez, Barranquilla Nézőszám: 25,000 Játékvezető: Horacio Elizondo (argentin) |

| 2004. október 9. 21:00 UTC-4 |

| Venezuela | 2–5         | Brazília                        |
| --------- | ----------- | ------------------------------- |
| Morán 79' | Jegyzőkönyv | Kaká 5' Ronaldo 48' Adriano 75' |

| Estadio José Pachencho Romero, Maracaibo Nézőszám: 26,133 Játékvezető: Carlos Chandía (chilei) |

| 2004. október 10. 17:00 UTC-5 |

| Ecuador                 | 2–0         | Chile |
| ----------------------- | ----------- | ----- |
| Kaviedes 49' Méndez 64' | Jegyzőkönyv |       |

| Estadio Olímpico Atahualpa, Quito Nézőszám: 27,956 Játékvezető: René Ortubé (bolíviai) |

### 10. forduló
| 2004. október 12. 16:00 UTC-4 |

| Bolívia | 0–0         | Uruguay |
| ------- | ----------- | ------- |
|         | Jegyzőkönyv |         |

| Estadio Hernando Siles, La Paz Nézőszám: 24,349 Játékvezető: Márcio Rezende de Freitas (brazil) |

| 2004. október 13. 17:00 UTC-4 |

| Paraguay    | 1–1         | Peru                  |
| ----------- | ----------- | --------------------- |
| Paredes 13' | Jegyzőkönyv | Solano 74' (11-esből) |

| Estadio Defensores del Chaco, Asunción Nézőszám: 30,000 Játékvezető: Óscar Ruiz (kolumbiail) |

| 2004. október 13. 20:00 UTC-3 |

| Chile | 0–0         | Argentína |
| ----- | ----------- | --------- |
|       | Jegyzőkönyv |           |

| Estadio Nacional, Santiago Nézőszám: 57,671 Játékvezető: Carlos Amarilla (paraguayi) |

| 2004. október 13. 21:50 UTC-3 |

| Brazília | 0–0         | Kolumbia |
| -------- | ----------- | -------- |
|          | Jegyzőkönyv |          |

| Estádio Rei Pelé, Maceió Nézőszám: 20,000 Játékvezető: Jorge Larrionda (uruguayi) |

| 2004. október 14. 19:00 UTC-4 |

| Venezuela                     | 3–1         | Ecuador                 |
| ----------------------------- | ----------- | ----------------------- |
| Urdaneta 20' (pen.) Morán 72' | Jegyzőkönyv | M. Ayoví 41' (11-esből) |

| Estadio Polideportivo de Pueblo Nuevo, San Cristóbal Nézőszám: 13,800 Játékvezető: Eduardo Lecca (perui) |

### 11 forduló
| 2004. november 17. 16:00 UTC-5 |

| Ecuador    | 1–0         | Brazília |
| ---------- | ----------- | -------- |
| Méndez 77' | Jegyzőkönyv |          |

| Estadio Olímpico Atahualpa, Quito Nézőszám: 38,308 Játékvezető: Óscar Ruiz (kolumbiail) |

| 2004. november 17. 18:00 UTC-5 |

| Kolumbia  | 1–0         | Bolívia |
| --------- | ----------- | ------- |
| Yepes 18' | Jegyzőkönyv |         |

| Estadio Metropolitano Roberto Meléndez, Barranquilla Nézőszám: 25,000 Játékvezető: Carlos Torres (paraguayi) |

| 2004. november 17. 20:00 UTC-5 |

| Peru                    | 2–1         | Chile             |
| ----------------------- | ----------- | ----------------- |
| Farfán 56' Guerrero 85' | Jegyzőkönyv | S. González 90+1' |

| Estadio Nacional, Lima Nézőszám: 39,752 Játékvezető: Héctor Baldassi (argentin) |

| 2004. november 17. 20:45 UTC-2 |

| Uruguay     | 1–0         | Paraguay |
| ----------- | ----------- | -------- |
| Montero 78' | Jegyzőkönyv |          |

| Estadio Centenario, Montevideo Nézőszám: 35,000 Játékvezető: Carlos Eugênio Simon (brazil) |

| 2004. november 17. 21:45 UTC-3 |

| Argentína                                 | 3–2         | Venezuela            |
| ----------------------------------------- | ----------- | -------------------- |
| Rey 3' (öngól) Riquelme 45+1' Saviola 65' | Jegyzőkönyv | Morán 31' Vielma 72' |

| Estadio Monumental Antonio Vespucio Liberti, Buenos Aires Nézőszám: 30,000 Játékvezető: Gilberto Hidalgo (perui) |

### 12. forduló
| 2005. március 26. 16:00 UTC-4 |

| Bolívia      | 1–2         | Argentína                 |
| ------------ | ----------- | ------------------------- |
| Castillo 49' | Jegyzőkönyv | Figueroa 57' Galletti 63' |

| Estadio Hernando Siles, La Paz Nézőszám: 25,000 Játékvezető: Jorge Larrionda (uruguayi) |

| 2005. március 26. 19:00 UTC-4 |

| Venezuela | 0–0         | Kolumbia |
| --------- | ----------- | -------- |
|           | Jegyzőkönyv |          |

| Estadio José Pachencho Romero, Maracaibo Nézőszám: 18,000 Játékvezető: Carlos Eugênio Simon (brazil) |

| 2005. március 26. 22:00 UTC-4 |

| Chile         | 1–1         | Uruguay     |
| ------------- | ----------- | ----------- |
| Mirosević 47' | Jegyzőkönyv | Regueiro 4' |

| Estadio Nacional, Santiago Nézőszám: 55,000 Játékvezető: Óscar Ruiz (kolumbiail) |

| 2005. március 27. 16:00 UTC-3 |

| Brazília | 1–0         | Peru |
| -------- | ----------- | ---- |
| Kaká 74' | Jegyzőkönyv |      |

| Estádio Serra Dourada, Goiânia Nézőszám: 49,163 Játékvezető: Carlos Amarilla (paraguayi) |

| 2005. március 27. 16:10 UTC-5 |

| Ecuador                                       | 5–2         | Paraguay                       |
| --------------------------------------------- | ----------- | ------------------------------ |
| Valencia 32' Méndez 45+2' M. Ayoví 77' (pen.) | Jegyzőkönyv | Cardozo 10' (pen.) Cabañas 14' |

| Estadio Olímpico Atahualpa, Quito Nézőszám: 32,449 Játékvezető: Gustavo Méndez (uruguayi) |

### 13. forduló
| 2005. március 29. 16:00 UTC-4 |

| Bolívia                                  | 3–1         | Venezuela     |
| ---------------------------------------- | ----------- | ------------- |
| Cichero 2' (öngól) Castillo 25' Vaca 84' | Jegyzőkönyv | Maldonado 71' |

| Estadio Hernando Siles, La Paz Nézőszám: 7,908 Játékvezető: Eduardo Lecca (perui) |

| 2005. március 30. 19:00 UTC-4 |

| Paraguay                 | 2–1         | Chile       |
| ------------------------ | ----------- | ----------- |
| Morínigo 37' Cardozo 59' | Jegyzőkönyv | Pinilla 72' |

| Estadio Defensores del Chaco, Asunción Nézőszám: 10,000 Játékvezető: Horacio Elizondo (argentin) |

| 2005. március 30. 20:00 UTC-3 |

| Argentína  | 1–0         | Kolumbia |
| ---------- | ----------- | -------- |
| Crespo 65' | Jegyzőkönyv |          |

| Estadio Monumental Antonio Vespucio Liberti, Buenos Aires Nézőszám: 40,000 Játékvezető: Carlos Amarilla (paraguayi) |

| 2005. március 30. 20:00 UTC-5 |

| Peru                   | 2–2         | Ecuador                    |
| ---------------------- | ----------- | -------------------------- |
| Guerrero 1' Farfán 58' | Jegyzőkönyv | de la Cruz 4' Valencia 45' |

| Estadio Nacional, Lima Nézőszám: 40,000 Játékvezető: Carlos Chandía (chilei) |

| 2005. március 30. 21:30 UTC-3 |

| Uruguay    | 1–1         | Brazília    |
| ---------- | ----------- | ----------- |
| Forlán 48' | Jegyzőkönyv | Emerson 67' |

| Estadio Centenario, Montevideo Nézőszám: 60,000 Játékvezető: Héctor Baldassi (argentin) |

### 14. forduló
| 2005. június 4. 15:00 UTC-5 |

| Kolumbia                                                  | 5–0         | Peru |
| --------------------------------------------------------- | ----------- | ---- |
| L.G. Rey 29' Soto 55' Ángel 58' Restrepo 75' E. Perea 78' | Jegyzőkönyv |      |

| Estadio Metropolitano Roberto Meléndez, Barranquilla Nézőszám: 15,000 Játékvezető: Carlos Torres (paraguayi) |

| 2005. június 4. 16:00 UTC-5 |

| Ecuador              | 2–0         | Argentína |
| -------------------- | ----------- | --------- |
| Lara 53' Delgado 89' | Jegyzőkönyv |           |

| Estadio Olímpico Atahualpa, Quito Nézőszám: 37,583 Játékvezető: Rubén Selman (chilei) |

| 2005. június 4. 19:00 UTC-4 |

| Venezuela     | 1–1         | Uruguay   |
| ------------- | ----------- | --------- |
| Maldonado 74' | Jegyzőkönyv | Forlán 2' |

| Estadio José Pachencho Romero, Maracaibo Nézőszám: 12,504 Játékvezető: Gabriel Brazenas (argentin) |

| 2005. június 4. 21:00 UTC-4 |

| Chile                | 3–1         | Bolívia                 |
| -------------------- | ----------- | ----------------------- |
| Fuentes 8' Salas 66' | Jegyzőkönyv | Castillo 83' (11-esből) |

| Estadio Nacional, Santiago Nézőszám: 46,729 Játékvezető: Márcio Rezende de Freitas (brazil) |

| 2005. június 5. 16:00 UTC-3 |

| Brazília                                                            | 4–1         | Paraguay       |
| ------------------------------------------------------------------- | ----------- | -------------- |
| Ronaldinho 32' (11-esből) 41' (11-esből) Zé Roberto 70' Robinho 82' | Jegyzőkönyv | Santa Cruz 72' |

| Estádio Beira-Rio, Porto Alegre Nézőszám: 45,000 Játékvezető: Martín Vázquez (uruguayi) |

### 15. forduló
| 2005. június 7. 20:00 UTC-5 |

| Peru | 0–0         | Uruguay |
| ---- | ----------- | ------- |
|      | Jegyzőkönyv |         |

| Estadio Nacional, Lima Nézőszám: 31,515 Játékvezető: Héctor Baldassi (argentin) |

| 2005. június 8. 15:00 UTC-5 |

| Kolumbia                 | 3–0         | Ecuador |
| ------------------------ | ----------- | ------- |
| Moreno 5' 9' Arzuaga 70' | Jegyzőkönyv |         |

| Estadio Metropolitano Roberto Meléndez, Barranquilla Nézőszám: 20,402 Játékvezető: Carlos Eugênio Simon (brazil) |

| 2005. június 8. 19:00 UTC-4 |

| Chile       | 2–1         | Venezuela |
| ----------- | ----------- | --------- |
| Jiménez 31' | Jegyzőkönyv | Morán 82' |

| Estadio Nacional, Santiago Nézőszám: 35,506 Játékvezető: Carlos Torres (paraguayi) |

| 2005. június 8. 19:15 UTC-4 |

| Paraguay                                           | 4–1         | Bolívia     |
| -------------------------------------------------- | ----------- | ----------- |
| Gamarra 17' Santa Cruz 45+1' Cáceres 54' Núñez 68' | Jegyzőkönyv | Galindo 30' |

| Estadio Defensores del Chaco, Asunción Nézőszám: 5,534 Játékvezető: Gustavo Brand (venezuelai) |

| 2005. június 8. 21:45 UTC-3 |

| Argentína              | 3–1         | Brazília           |
| ---------------------- | ----------- | ------------------ |
| Crespo 3' Riquelme 18' | Jegyzőkönyv | Roberto Carlos 71' |

| Estadio Monumental Antonio Vespucio Liberti, Buenos Aires Nézőszám: 49,497 Játékvezető: Gustavo Méndez (uruguayi) |

### 16. forduló
| 2005. szeptember 3. 15:00 UTC-4 |

| Bolívia  | 1–2         | Ecuador        |
| -------- | ----------- | -------------- |
| Vaca 41' | Jegyzőkönyv | Delgado 8' 49' |

| Estadio Hernando Siles, La Paz Nézőszám: 8,434 Játékvezető: Héctor Baldassi (argentin) |

| 2005. szeptember 3. 17:00 UTC-4 |

| Paraguay       | 1–0         | Argentína |
| -------------- | ----------- | --------- |
| Santa Cruz 14' | Jegyzőkönyv |           |

| Estadio Defensores del Chaco, Asunción Nézőszám: 32,000 Játékvezető: Carlos Eugênio Simon (brazil) |

| 2005. szeptember 3. 19:00 UTC-4 |

| Venezuela                                  | 4–1         | Peru       |
| ------------------------------------------ | ----------- | ---------- |
| Maldonado 17' Arango 68' Torrealba 73' 79' | Jegyzőkönyv | Farfán 63' |

| Estadio José Pachencho Romero, Maracaibo Nézőszám: 6,000 Játékvezető: Márcio Rezende de Freitas (brazil) |

| 2005. szeptember 4. 16:00 UTC-3 |

| Brazília                                   | 5–0         | Chile |
| ------------------------------------------ | ----------- | ----- |
| Juan 11' Robinho 21' Adriano 27' 29' 90+3' | Jegyzőkönyv |       |

| Estádio Mané Garrincha, Brazíliaváros Nézőszám: 39,000 Játékvezető: Carlos Amarilla (paraguayi) |

| 2005. szeptember 4. 18:20 UTC-3 |

| Uruguay              | 3–2         | Kolumbia           |
| -------------------- | ----------- | ------------------ |
| Zalayeta 42' 51' 86' | Jegyzőkönyv | Soto 79' Ángel 82' |

| Estadio Centenario, Montevideo Nézőszám: 60,000 Játékvezető: Horacio Elizondo (argentin) |

### 17. forduló
| 2005. október 8. 16:00 UTC-5 |

| Ecuador | 0–0         | Uruguay |
| ------- | ----------- | ------- |
|         | Jegyzőkönyv |         |

| Estadio Olímpico Atahualpa, Quito Nézőszám: 37,270 Játékvezető: Márcio Rezende de Freitas (brazil) |

| 2005. október 8. 16:00 UTC-5 |

| Kolumbia | 1–1         | Chile     |
| -------- | ----------- | --------- |
| Rey 24'  | Jegyzőkönyv | Rojas 64' |

| Estadio Metropolitano Roberto Meléndez, Barranquilla Nézőszám: 22,380 Játékvezető: Wilson de Souza Mendonça (brazil) |

| 2005. október 8. 17:00 UTC-4 |

| Venezuela | 0–1         | Paraguay   |
| --------- | ----------- | ---------- |
|           | Jegyzőkönyv | Valdez 64' |

| Estadio José Pachencho Romero, Maracaibo Nézőszám: 13,272 Játékvezető: Horacio Elizondo (argentin) |

| 2005. október 9. 16:00 UTC-4 |

| Bolívia      | 1–1         | Brazília    |
| ------------ | ----------- | ----------- |
| Castillo 49' | Jegyzőkönyv | Juninho 25' |

| Estadio Hernando Siles, La Paz Nézőszám: 22,725 Játékvezető: Jorge Larrionda (uruguayi) |

| 2005. október 9. 19:10 UTC-3 |

| Argentína                                       | 2–0         | Peru |
| ----------------------------------------------- | ----------- | ---- |
| Riquelme 81' (11-esből) Guadalupe 90+2' (öngól) | Jegyzőkönyv |      |

| Estadio Monumental Antonio Vespucio Liberti, Buenos Aires Nézőszám: 36,977 Játékvezető: Carlos Torres (paraguayi) |

### 18. forduló
| 2005. október 12. 20:00 UTC-5 |

| Peru                                     | 4–1         | Bolívia       |
| ---------------------------------------- | ----------- | ------------- |
| Vassallo 11' Acasiete 38' Farfán 45' 82' | Jegyzőkönyv | Gutiérrez 66' |

| Estadio Jorge Basadre, Tacna Nézőszám: 14,774 Játékvezető: Oscar Sequeira (argentin) |

| 2005. október 12. 20:30 UTC-4 |

| Paraguay | 0–1         | Kolumbia |
| -------- | ----------- | -------- |
|          | Jegyzőkönyv | Rey 7'   |

| Estadio Defensores del Chaco, Asunción Nézőszám: 12,374 Játékvezető: Márcio Rezende de Freitas (brazil) |

| 2005. október 12. 21:30 UTC-3 |

| Brazília                                   | 3–0         | Venezuela |
| ------------------------------------------ | ----------- | --------- |
| Adriano 28' Ronaldo 51' Roberto Carlos 61' | Jegyzőkönyv |           |

| Mangueirão, Belém Nézőszám: 47,000 Játékvezető: Héctor Baldassi (argentin) |

| 2005. október 12. 21:30 UTC-3 |

| Chile | 0–0         | Ecuador |
| ----- | ----------- | ------- |
|       | Jegyzőkönyv |         |

| Estadio Nacional, Santiago Nézőszám: 49,530 Játékvezető: Horacio Elizondo (argentin) |

| 2005. október 12. 22:30 UTC-2 |

| Uruguay    | 1–0         | Argentína |
| ---------- | ----------- | --------- |
| Recoba 46' | Jegyzőkönyv |           |

| Estadio Centenario, Montevideo Nézőszám: 55,000 Játékvezető: Wilson de Souza Mendonça (brazil) |

## Interkontinentális pótselejtező
| 1. csapat | Össz.Tooltip Aggregate score | 2. csapat  | 1. mérk. | 2. mérk. |
| --------- | ---------------------------- | ---------- | -------- | -------- |
| Uruguay   | 1–1 (2–4 t.)                 | Ausztrália | 1–0      | 0–1      |

## Kijutott csapatok
Az alábbi négy csapat jutott ki a CONMEBOL-zónából a 2006-os labdarúgó-világbajnokságra.
| Csapat    | Kijutás | Kijutás dátuma      | Korábbi részvételek a világbajnokságon1                                                                            |
| --------- | ------- | ------------------- | --- |
| Brazília  | 1. hely | 2005. szeptember 5. | 17 (összes) (1930, 1934, 1938, 1950, 1954, 1958, 1962, 1966, 1970, 1974, 1978, 1982, 1986, 1990, 1994, 1998, 2002) |
| Argentína | 2. hely | 2005. június 8.     | 13 (1930, 1934, 1958, 1962, 1966, 1974, 1978, 1982, 1986, 1990, 1994, 1998, 2002)                                  |
| Ecuador   | 3. hely | 2005. október 8.    | 1 (2002) |
| Paraguay  | 4. hely | 2005. október 8.    | 6 (1930, 1950, 1958, 1986, 1998, 2002)                                                                             |

1 Félkövérrel az adott év világbajnokai vannak jelölve. Dőlt betűvel az adott év rendezői kerültek feltüntetésre.